# Israëlische parlementsverkiezingen 2021
De Israëlische parlementsverkiezingen van 23 maart 2021 zijn de vervroegde verkiezingen, waarin de honderdtwintig leden van de 24e Knesset worden gekozen. De verkiezingen zijn ongeveer een jaar na die van 2 maart 2020. Premier Benjamin Netanyahu (Likoed) en Benny Gantz (Blauw en Wit) slaagden er niet in om samen een begrotingsakkoord te bereiken, waardoor er nieuwe verkiezingen uitgeschreven werden.
4.436.365 van de 6.578.084 geregistreerde stemgerechtigden hebben hun stem uitgebracht. Dit is een opkomstpercentage van 67,44 %. 26.313 stemmen waren blanco of ongeldig.

## Resultaten
De Likoed van Benjamin Netanyahu haalde de meeste zetels, nl. dertig zetels. Dit is precies 25 % van de honderdtwintig zetels in de Knesset. De op-een-na grootste fractie in de Knesset werd die van Yesh Atid van Yair Lapid met zeventien zetels. Shas van Aryeh Deri haalde negen zetels, Blauw en Wit van Benny Gantz haalde acht zetels. Vier partijen haalden ieder zeven zetels in de Knesset, nl. Yamina van Naftali Bennett, de Arbeidspartij van Merav Michaeli, het Verenigd Thora-Jodendom van Moshe Gafni en Yisrael Beitenu van Avigdor Lieberman. Vier partijen haalden ieder zes zetels, nl. de Religieus-Zionistische Partij van Bezalel Smotrich, de overwegend Arabische Gemeenschappelijke Lijst van Ayman Odeh, Nieuwe Hoop van Gideon Sa'ar en Meretz van Nitzan Horowitz. En tot slot haalde de Verenigde Arabische Lijst (Ra'am) van Mansour Abbas vier zetels.
| De resultaten van de Israëlische parlementsverkiezingen op 23 maart 2021                                              | De resultaten van de Israëlische parlementsverkiezingen op 23 maart 2021 | De resultaten van de Israëlische parlementsverkiezingen op 23 maart 2021 | De resultaten van de Israëlische parlementsverkiezingen op 23 maart 2021 | De resultaten van de Israëlische parlementsverkiezingen op 23 maart 2021 | De resultaten van de Israëlische parlementsverkiezingen op 23 maart 2021 | De resultaten van de Israëlische parlementsverkiezingen op 23 maart 2021 | De resultaten van de Israëlische parlementsverkiezingen op 23 maart 2021    |
| Lijst | Hebreeuwse aanduiding op het stembiljet                                  | Arabische aanduiding op het stembiljet                                   | Politieke richting                                                       | Aantal stemmen                                                           | Percentage                                                               | Aantal zetels                                                            | Verschil met de samenstelling van de Knesset op de dag voor de verkiezingen |
| --- | ------------------------------------------------------------------------ | ------------------------------------------------------------------------ | ------------------------------------------------------------------------ | ------------------------------------------------------------------------ | ------------------------------------------------------------------------ | ------------------------------------------------------------------------ | --------------------------------------------------------------------------- |
| Likoed onder leiding van premier Benjamin Netanyahu                                                                   | מחל                                                                      | م ح ل                                                                    | rechts                                                                   | 1.066.892                                                                | 24,19 %                                                                  | 30                                                                       | -7                                                                          |
| Yesh Atid onder het leiderschap van Yair Lapid                                                                        | פה                                                                       | ف ه                                                                      | centrumlinks                                                             | 614.112                                                                  | 13,93 %                                                                  | 17                                                                       | +1                                                                          |
| Shas (de Unie van Sefardische Thora-bewakers, de beweging van maran rav Ovadia Yosef z"l) (o.l.v. Aryeh Machluf Deri) | שס                                                                       | ش س                                                                      | Sefardisch ultraorthodox                                                 | 316.008                                                                  | 7,17 %                                                                   | 9                                                                        | 0                                                                           |
| Blauw en Wit onder het leiderschap van Benny Gantz                                                                    | כן                                                                       | ك ن                                                                      | centrum                                                                  | 292.257                                                                  | 6,63 %                                                                   | 8                                                                        | -4                                                                          |
| Yamina onder het leiderschap van Naftali Bennett                                                                      | ב                                                                        | ب                                                                        | religieus-rechts                                                         | 273.836                                                                  | 6,21 %                                                                   | 7                                                                        | +4                                                                          |
| Arbeidspartij onder het leiderschap van Merav Michaeli                                                                | אמת                                                                      | أ م ت                                                                    | links                                                                    | 268.767                                                                  | 6,09 %                                                                   | 7                                                                        | +5                                                                          |
| Verenigd Thora-Jodendom (voorzitter: Moshe Gafni)                                                                     | ג                                                                        | ج                                                                        | Asjkenazisch ultraorthodox                                               | 248.391                                                                  | 5,63 %                                                                   | 7                                                                        | 0                                                                           |
| Yisrael Beitenu onder het leiderschap van Avigdor Lieberman                                                           | ל                                                                        | ل                                                                        | seculier-rechts                                                          | 248.370                                                                  | 5,63 %                                                                   | 7                                                                        | 0                                                                           |
| Religieus-Zionistische Partij onder het leiderschap van Bezalel Smotrich                                              | ט                                                                        | ط                                                                        | extreemrechts                                                            | 225.641                                                                  | 5,12 %                                                                   | 6                                                                        | +4                                                                          |
| Gezamenlijke Lijst van Chadash, Ta'al en Balad (voorzitter: Ayman Odeh)                                               | ודעם                                                                     | و ض ع م                                                                  | overwegend Arabisch                                                      | 212.583                                                                  | 4,82 %                                                                   | 6                                                                        | -5                                                                          |
| Nieuwe Hoop onder leiding van Gideon Sa'ar                                                                            | ת                                                                        | ت                                                                        | centrumrechts                                                            | 209.161                                                                  | 4,74 %                                                                   | 6                                                                        | +4                                                                          |
| Meretz - Links Israël (o.l.v. Nitzan Horowitz)                                                                        | מרץ                                                                      | م ر ص                                                                    | links                                                                    | 202.218                                                                  | 4,59 %                                                                   | 6                                                                        | +2                                                                          |
| Verenigde Arabische Lijst (Ra'am, o.l.v. Mansour Abbas)                                                               | עם                                                                       | ع م                                                                      | islamitisch                                                              | 167.064                                                                  | 3,79 %                                                                   | 4                                                                        | 0                                                                           |
| De overige 25 partijen die de kiesdrempel niet hebben gehaald                                                         |                                                                          |                                                                          |                                                                          | 64.752                                                                   | 1,46 %                                                                   | 0                                                                        | 0                                                                           |
| totale aantal geldige stemmen                                                                                         |                                                                          |                                                                          |                                                                          | 4.410.052                                                                | 99,41 %                                                                  | 120                                                                      |                                                                             |
| ongeldige of blanco stemmen                                                                                           |                                                                          |                                                                          |                                                                          | 26.313                                                                   | 0,59 %                                                                   | 0                                                                        |                                                                             |
| totale aantal uitgebrachte stemmen                                                                                    |                                                                          |                                                                          |                                                                          | 4.436.365                                                                | 100,0 %                                                                  | 120                                                                      |                                                                             |

## Kabinetsformatie
Benjamin Netanyahu kreeg als eerste van President Rivlin een mandaat om binnen 28 dagen een kabinet te vormen, maar slaagde daar niet in, omdat veel partijen een andere premier willen. Een coalitie van de Likoed met Ra'am en de rechtse partijen Yamina en Religieus Zionisme en de charedische partijen Shas en Verenigd Thora-Jodendom die samen 63 zetels zouden hebben kwam niet tot stand, omdat Bezalel Smotrich van de partij Religieus Zionisme niet met Ra'am samen in een coalitie wou zitten, omdat die partij volgens Smotrich terrorisme steunt. Daarna kreeg Yair Lapid (Yesh Atid) een mandaat van 28 dagen om een kabinet te vormen. Dit liep op 2 juni 2021 af, op dezelfde dag dat de Knesset de nieuwe Israëlische president koos uit de twee kandidaten Isaac Herzog en Miriam Peretz) als opvolger van Reuven Rivlin. Het werd Isaac Herzog. Yamina en Ra'am hebben een sleutelrol om een coalitie te vormen, omdat de stemmen van beide partijen nodig zijn om een meerderheidscoalitie te vormen met de Likoed van Netanyahu of juist een coalitie zonder Netanyahu. Yair Lapid zou op 2 juni rond 11 uur bekendmaken of het hem gelukt is een regering te vormen (zonder de Likoed). Als het hem niet zou lukken krijgt de Knesset voor 21 dagen een mandaat om een regering te vormen en als er binnen die tijd ook geen regering gevormd zou kunnen worden volgen er automatisch nieuwe verkiezingen volgens het Israëlische recht.
In het laatste uur voor het verstrijken van de deadline op 2 juni belde Yair Lapid president Livnin op om te vertellen dat hij een regeringscoalitie kon vormen. Deze bestaat uit acht van de dertien partijen in de Knesset, namelijk Yesh Atid (17 zetels), Blauw en Wit (8), Yamina (6 van de 7 Knessetleden van Yamina doen mee, maar een lid is tegen de beoogde coalitie), de Arbeidspartij (7), Yisrael Beitenu (7), Meretz (6), Nieuwe Hoop (6) en Ra'am (4). De coalitie heeft zo een meerderheid van 61 zetels, de kleinste mogelijke meerderheid in de Knesset: de helft plus een. 
Het was op 3 juni nog niet helemaal zeker of de 61 stemmen gehaald zouden worden, omdat een tweede lid van Yamina, Nir Orbach, twijfelde over hij deze coalitie wou steunen, maar hij besloot deze coalitie niet te verhinderen door voor te stemmen of zijn zetel ter beschikking te stellen aan de volgende op de lijst van Yamina, die voor de coalitie zou stemmen. De coalitie wordt niet gesteund door de Arabische Verenigde Lijst, maar op deze partij had besloten om op 13 juni 2021 de vorming van de regering Bennet-Lapid ook niet te verhinderen door met net genoeg mensen blanco te stemmen, om het alternatief, de voortzetting van regering Netanyahu te verhinderen. Naftali Bennett rechtvaardigde zijn keuze voor deze coalitie door te stellen dat hij zo eindeloze nieuwe verkiezingen kon voorkomen. De raad van Thorawijzen van het Verenigd Thora-Jodendom heeft deze coalitie afgewezen als een zonde en op de dag van de beëdiging wenste Litzman zijn opvolger toe dat hij maar kort op dat ministerie zou blijven. Netanyahu's Likoed probeerde deze coalitie te verhinderen door te proberen parlementariërs naar de kant van Netanyahu te laten overlopen (hiervoor waren drie plaatsen op de lijst van de Likoed gereserveerd) of door wettelijke bezwaren tegen de coalitie te zoeken. 
Op 13 juni 2021 werd Mickey Levy tot nieuwe voorzitter van de Knesset gekozen en werd de door Lapid voorgestelde regering met zestig stemmen voor en 59 stemmen tegen goedgekeurd door de Knesset en vervolgens in de Knesset beëdigd. Het werd hierdoor de Zesendertigste regering van Israël.